# Contracție musculară
Contracția musculară este mijlocul prin care organismele superioare din regnul animal (incluzând omul) realizează diferite acțiuni motorii ca mers, vorbire, deplasare prin acționarea unor vehicule propulsate muscular etc. Este modalitatea de generare a forței necesare diferitelor activități și e rezultatul impulsurilor nervoase care acționează asupra mușchilor. Necesită pentru realizare energie chimică furnizată de adenozintrifosfat. A fost investigată de fiziologul german Adolf Fick.
Senzația de contracție musculară permite identificarea calitativă pentru mărimea fizică forță.

## Tipuri de contracții
- izotonică - lungimea mușchiului variază, iar tensiunea rămâne constantă; mușchii realizează lucru mecanic. Aceste contracții sunt caracteristice majorității mușchilor scheletici;
- izometrică - lungimea mușchiului rămâne neschimbată, dar tensiunea creste foarte mult. Mușchiul nu prestează lucru mecanic extern; toată energia chimică se pierde sub formă de căldură și lucru mecanic intern. Exemplu: susținerea posturii corpului;
- auxotonică - variază și lungimea și tensiunea mușchiului.

## Fundamente

### Procese biochimice
Procesele biochimice sunt  reprezentate de transformările chimice ce au loc pentru a asigura energia necesară contracției: hidroliza ATP, oxigenarea, glicoliza.

## Reglare
Gradul de contracție musculară e reglat de elementele receptoare care constituie analizatorul kinestezic.